# Palbara
Palbara (ou Pabar) est un canton et une localité du Cameroun dans l'arrondissement de Tokombéré, le département du Mayo-Sava et la Région de l'Extrême-Nord, à proximité de la frontière avec le Nigeria. 

## Population
En 1966-1967 la localité comptait 524 habitants, des Mouyeng. À cette date elle disposait d'un marché de coton (en plaine).
Lors du recensement de 2005, 6 667 personnes ont été dénombrées dans le canton.